# Dolînka, Vasîlivka
Dolînka (în ucraineană Долинка) este un sat în comuna Șîroke din raionul Vasîlivka, regiunea Zaporijjea, Ucraina.

## Demografie
Componența lingvistică a localității Dolînka
     Ucraineană (91,73%)
     Rusă (7,75%)
     Alte limbi (0,52%)
Conform recensământului din 2001, majoritatea populației localității Dolînka era vorbitoare de ucraineană (91,73%), existând în minoritate și vorbitori de rusă (7,75%).